# Maksym Radziwill
Maksym Radziwill (né en 1988) est un mathématicien polono-canadien qui travaille dans le domaine de la théorie analytique des nombres.

## Formation et carrière
Radziwill est né le 24 février 1988 à Moscou, alors en URSS. Sa famille déménage en Pologne en 1991, puis au Canada en 2006. Radziwill est diplômé de l'Université McGill à Montreal en 2009.
Radziwill obtient son doctorat en 2013 à l'Université Stanford sous la direction de Kannan Soundararajan avec une thèse intitulée « Zero-distribution and size of the zeta de Riemann-function on the critical line ». En tant que chercheur post-doctoral, il a travaillé à l'Institute for Advanced Study. Il a travaillé au Centre de recherches mathématiques et à l'Université Rutgers et il est professeur assistant à l'Université McGill. Il est actuellement professeur de mathématiques au California Institute of Technology.

## Travaux
Il s'est intéressé au début de sa carrière à la fonction zêta de Riemann. En 2016, il a reçu conjointement avec Kaisa Matomäki le Prix SASTRA Ramanujan,,. Le prix a été décerné, en particulier, pour leur article conjoint Multiplicative functions in short intervals datant de 2016 et qualifié d'après le discours de remise, comme représentant une avancée révolutionnaire en théorie analytique des nombres. Il établit un lien entre le comportement des fonctions multiplicatives de la théorie des nombres (comme la Fonction de Möbius et la Fonction de Liouville) depuis de petits intervalles jusqu'à de grandes distances (où leur comportement est en partie bien connu). Ils utilisent par exemple le théorème pour réaliser des progrès dans la conjecture de Chowla encore ouverte (version moyenne de la conjecture). Ce résultat a servi de point d'appui à Terence Tao pour démontrer la conjecture de la discrépance d'Erdös

## Prix et distinctions
En février 2017, Maksym Radziwill reçoit une bourse Sloan,.
En 2018, Radziwill est lauréat du prix Coxeter-James et il a reçu le prix Ribenboim et le prix Stefan-Banach.
Il est également lauréat du prix New Horizons in Mathematics 2019. En 2023, il reçoit conjointement avec Kaisa Matomäki le prix Frank-Nelson-Cole dans la catégorie « théorie des nombres », pour leur article novateur "Multiplicative functions in short intervals" (Annals of Math. 183 (2016), p. 1015-1056).

## Publications
- avec Kaisa Matomäki: Multiplicative functions in short intervals. In: Annals of Mathematics. vol 183, 2016, p. 1015–1056, Arxiv.
- avec Kaisa Matomäki, Terence Tao: An averaged form of Chowla´s conjecture. In: Algebra & Number Theory. vol 9, 2015, p. 2167–2196, Arxiv.